# هليلة سفلي
هلیلة سفلی (بالإنجليزية: Halileh-ye Sofla)‏ هي قرية تقع في قسم كبوتر سرخ الريفي (مقاطعة تشادغان) في إيران.